# Image and Scanner Interface Specification
ISIS (Image and Scanner Interface Specification) ist eine Industriestandardschnittstelle (API) für Bildabtastungtechnologien. Sie wurde von dem damaligen Unternehmen Pixel Translations (heute EMC Captiva) 1990 entwickelt.
ISIS kann als „großer Bruder“ zum TWAIN-Standard angesehen werden, welcher lange Zeit einen Quasistandard für Scanner im Heimbereich darstellte. ISIS-kompatible Scanner benutzen gewöhnlich die SCSI-2-Schnittstelle (neuere aber auch USB), während TWAIN-Scanner heutzutage meistens USB benutzen (früher die parallele Schnittstelle).
ISIS hat größere Einstellungsmöglichkeiten als TWAIN, ist schneller als dieses und deckt auch einige Aspekte der Bildanzeige und -handhabung für die Klientenanwendung ab. Die meisten großen Scannerhersteller, einschließlich InoTec, Avision, Kodak, Canon, Hewlett-Packard, Brother und Fujitsu, gebrauchen die ISIS-Schnittstelle für ihre Unternehmens- und Hochleistungsscanner.
Die ISIS-Architektur ist eine wandelbare Architektur, die auf Modulen und Softwarebausteinen basiert. Sie kann spezifische Belichtungsfunktionen durchführen (wie z. B. Bilderwerb, Aktenumwandlung, Datenabzug und Lese-Schreibbefehle). Die ISIS-Architektur erlaubt es, dass neue Module hinzugefügt werden, ohne dass hierzu systemweite Änderungen erforderlich sind. 
Die ISIS-Architektur zeichnet sich durch hohe Kompatibilität aus: ISIS-kompatible Treiber sind für mehr als 300 Scanner-Modelle vorhanden, wobei die meisten von diesen Treibern von EMC Captiva zertifiziert wurden. Auch ist die ISIS-Architektur die Basis für den 1996 entwickelten, gemeinfreien Standard AIIM (The Association for Information and Image Management) MS61.